# Engro Corporation
Die Engro Corporation (Urdu اینگرو کارپوریشن, kurz Engro Corp.) ist ein börsennotierter pakistanischer Mischkonzern. Engro Corp. ist Hersteller von Düngemitteln, Lebensmitteln, Chemikalien und Petrochemie-Produkten, der auch in der Energie- und Telekommunikations-Infrastruktur tätig ist.
Als Dachgesellschaft mit Sitz in Karatschi übernimmt die Engro Corp. Governance-, Strategie- und Steuerungs-Funktionen sowie konzernübergreifende Dienstleistungen für die rechtlich selbstständigen Tochtergesellschaften, u. a.: Engro Polymer & Chemicals, Engro Powergen Qadirpur und Engro Foods, die das operative Geschäft verantworten. Engro Fertilizers, der zweitgrößte Hersteller von Düngemitteln in Pakistan mit einem Marktanteil von über 30 %, spielt eine hervorgehobene Rolle durch den höchsten Gewinn unter den Tochtergesellschaften.